# Пишенбаева, Шолпан
Шолпан Пишенбаева (каз. Шолпан Пішенбаева; 1897, Верненский уезд, Семиреченская область, Российская империя — неизвестно) — колхозница, звеньевая колхоза имени Фрунзе, Герой Социалистического Труда (1948).

## Биография
Родилась в 1897 году в ауле Иле (ныне — Илийский район, Алматинская область). В 1930 году вступила в колхоз имени Фрунзе. Первоначально работала рядовой колхозницей. В 1932 году была назначена звеньевой свекловодческого звена.
В 1947 году свекловодческое звено под руководством Шолпан Пишенбаевой собрало по 1033,5 центнеров сахарной свеклы с участка площадью 2 гектаров, приблизившись к рекорду Дариги Жантоковой, звено которой собрало больше на 12,5 центнеров с каждого гектара. За этот доблестный труд Шолпан Пишенбаева была удостоена в 1948 году звания Героя Социалистического Труда.

## Награды
- Герой Социалистического Труда (1948);
- Орден Ленина (1948);
- Медаль «За доблестный труд в Великой Отечественной войне 1941—1945 гг.».